# KV33
KV33 es una tumba egipcia del llamado Valle de los Reyes, situado en la orilla oeste del Nilo, a la altura de la moderna ciudad de Luxor. Prácticamente no sabemos nada acerca de ella, pero parece ser que fue construida durante la dinastía XVIII.

## Situación
KV33 es uno de los sepulcros peor conocidos no solo del Valle del Reyes, sino de toda la necrópolis tebana. Lo único sabido con certeza es su ubicación, al noreste de KV34, la tumba de Thutmose III, y situada por encima de KV42, la tumba de Hatshepsut Meritra.
La planta y el diseño del sepulcro son también un misterio. Baedeker, que la visitó en 1902, afirma que era un lugar muy pequeño, un típico enterramiento de noble, con dos habitaciones llenas de escombros y al parecer con escasas esperanzas de hallar algún objeto de interés. En realidad, esta es la única descripción de KV33.

## Excavación
También hay poco que decir sobre el descubrimiento de la tumba número 33 del Valle. Victor Loret, mientras trabajaba a las órdenes del Service des Antiquités, descubrió un gran número de sepulcros en solo dos años, 1898 y 1899. KV33 fue solo un hallazgo menor, situado cronológicamente entre el hallazgo de KV32 y la impresionante KV34, que no mereció el menor interés de la comunidad egiptológica.
Debido a la cercanía de KV34, se ha pensado que pudo ser un almacén de este lugar, o quizás un enterramiento secundario, quizás destinado a algún miembro de la familia de Thutmose III o incluso a la familia del visir Rejimra, el hombre más poderoso de la época por detrás del faraón. Aun así, la tipología parece corresponderse con la dinastía XVIII.
En la actualidad KV33 es completamente inaccesible, debido a que se ha instalado un banco por encima de su entrada. Que sepamos, no ha llegado a ser completamente desescombrada ni limpiada.